# ناحیه ایزابلا، میشیگان
ناحیه ایزابلا (به انگلیسی: Isabella Township) یک منطقهٔ مسکونی در ایالات متحده آمریکا است که در شهرستان ایزابلا، میشیگان واقع شده‌است.
 ناحیه ایزابلا ۹۴٫۲ کیلومتر مربع مساحت و ۲٬۱۴۵ نفر جمعیت دارد و ۲۳۵ متر بالاتر از سطح دریا واقع شده‌است.